# Acrostegastes glaber
Acrostegastes glaber är en insektsart som beskrevs av Karsch 1896. Acrostegastes glaber ingår i släktet Acrostegastes och familjen gräshoppor. Inga underarter finns listade i Catalogue of Life.